# 군위 대율리 석조여래입상
군위 대율리 석조여래입상(軍威 大栗里 石造如來立像)은 대한민국 대구광역시 군위군 부계면 대율사 용화전 안에 모셔진 불상이다.
1989년 4월 10일 대한민국의 보물 제988호 군위대율동석불입상(軍威大栗洞石佛立像)으로 지정되었다가, 2010년 8월 25일 현재의 명칭으로 변경되었다.
대율사 용화전 안에 모셔진 불상으로 둥근 대좌(臺座)위에 올라서 있으며 높이가 2.65m이다.
민머리 위에 있는 낮고 넓은 머리(육계), 둥근 얼굴, 아담한 눈과 입, 어깨까지 내려진 긴 귀 등에서 세련된 모습을 보여준다. 오른손은 손바닥을 밖으로 하여 손끝이 위로 향하도록 펴고 있으며, 왼손은 손바닥을 몸쪽으로 하여 가슴에 대고 있는 독특한 모양이다. 양 어깨에 걸쳐진 옷은 가슴과 배를 지나 무릎까지 얕은 U자형 주름을 이루고 있다. 팔목에 새겨진 옷주름은 곧게 서 있는 긴 하체와 함께 당당하지만 경직된 인상을 풍긴다.
다소 딱딱한 면을 보여주고는 있지만 얼굴 등을 통해 세련되고 당당한 신라 불상의 특징을 잘 나타내고 있다.

## 갤러리

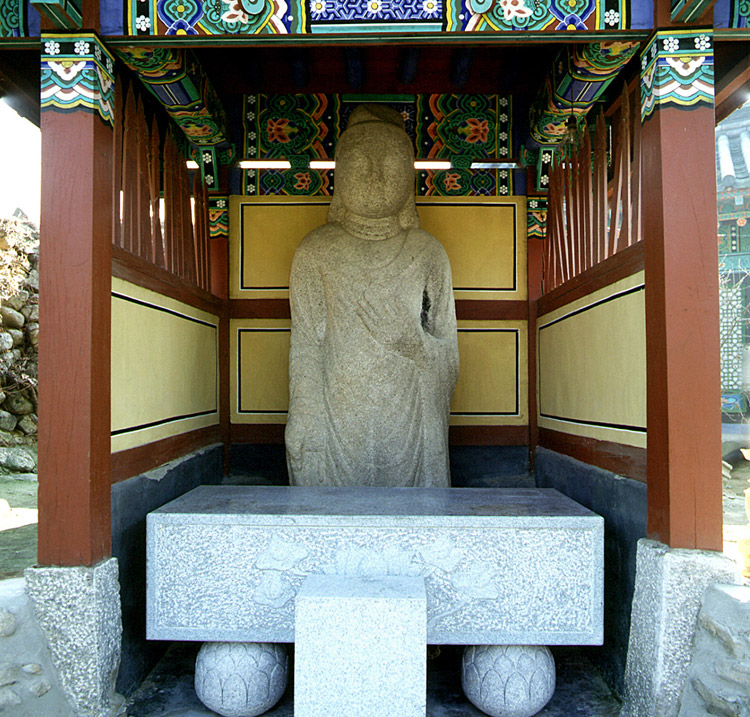